# Manuel Carpio
Manuel Elogio Carpio Hernández, noto come Manuel Carpio (Cosamaloapan del Carpio, 1º marzo 1791 – Città del Messico, 11 febbraio 1860), è stato un poeta, scrittore, filosofo, insegnante e medico messicano, appartenente al movimento del Romanticismo e membro della Academia de Letrán.

## Opere
- Manuel Carpio, D.F. Poesias del Sr. Dr. Don Manuel Carpio. Con Su Biografía Escrita Pòr el Sr. Dr. Don José Bernardo Couto. Imprenta de Andrade y Escalante, 1860 México
- Manuel Carpio, Aforismos y Pronósticos de Hipócrates, seguidos del artículo Pectorílouo del Diccionario de Ciencias Médicas Traducidos al castellano, los primeros del latín, y el último del francés, oficina de D. Mariano Ontiveros. 1 tomo en 12vo, México, 1823.